# Âm nhạc học

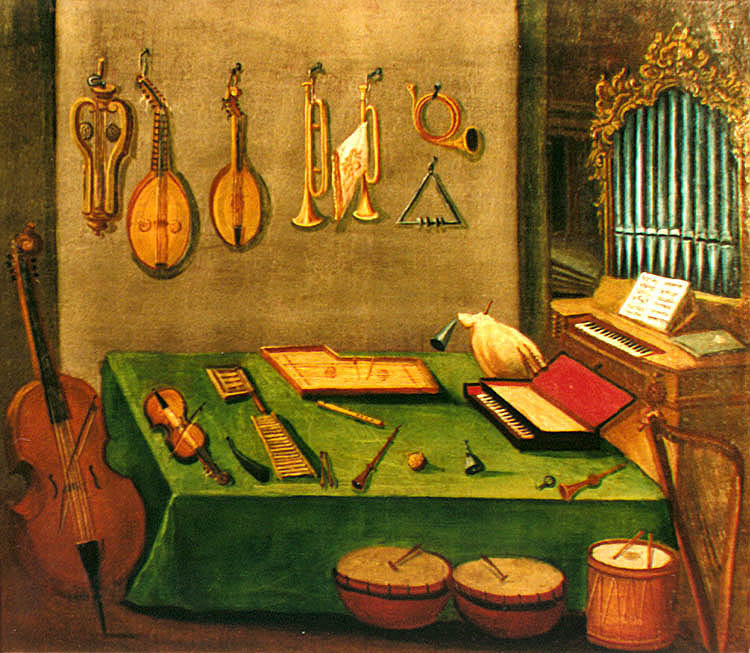

Âm nhạc học (tiếng Anh: musicology) là ngành phân tích, nghiên cứu về âm nhạc, nhạc cụ . Âm nhạc học là một phần của nhân văn học.